# Gobiodon
Genre
Gobiodon est un genre de poissons de la famille des gobiidés (les « gobies »), appartenant à l'ordre des Perciformes.

## Liste d'espèces
Selon World Register of Marine Species (25 février 2015) :
- Gobiodon acicularis Harold & Winterbottom, 1995
- Gobiodon albofasciatus Sawada & Arai, 1972
- Gobiodon atrangulatus Garman, 1903
- Gobiodon axillaris De Vis, 1884
- Gobiodon brochus Harold & Winterbottom, 1999
- Gobiodon ceramensis (Bleeker, 1853)
- Gobiodon citrinus (Rüppell, 1838) -- Gobie corail citron
- Gobiodon fulvus Herre, 1927
- Gobiodon heterospilos Bleeker, 1856
- Gobiodon histrio (Valenciennes, 1837)
- Gobiodon micropus Günther, 1861
- Gobiodon multilineatus Wu, 1979
- Gobiodon oculolineatus Wu, 1979
- Gobiodon okinawae Sawada, Arai & Abe, 1972	-- Gobie corail jaune
- Gobiodon prolixus Winterbottom & Harold, 2005
- Gobiodon quinquestrigatus (Valenciennes, 1837)
- Gobiodon reticulatus Playfair, 1867
- Gobiodon rivulatus (Rüppell, 1830)
- Gobiodon spilophthalmus Fowler, 1944
- Gobiodon unicolor (Castelnau, 1873)

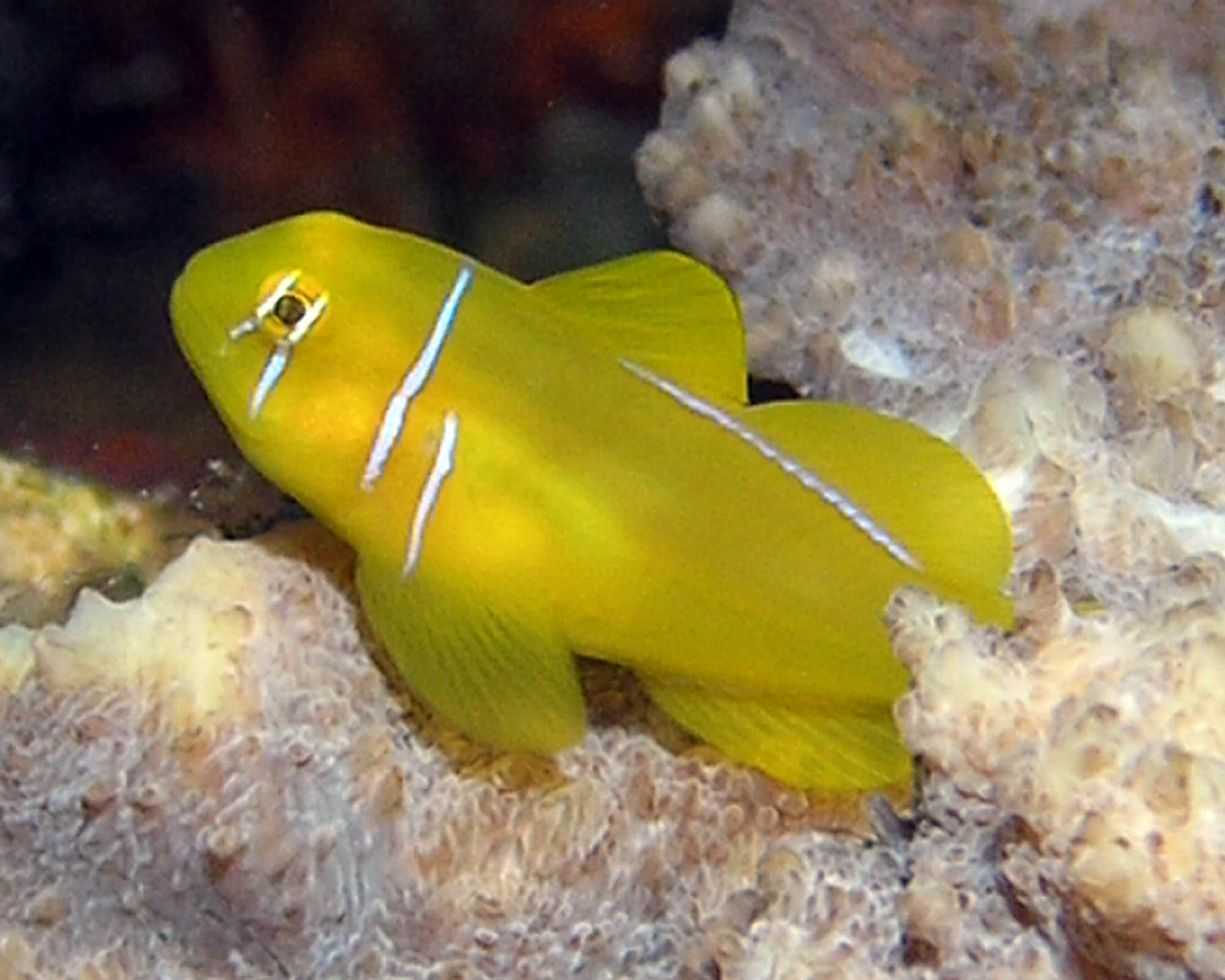
Gobiodon citrinus
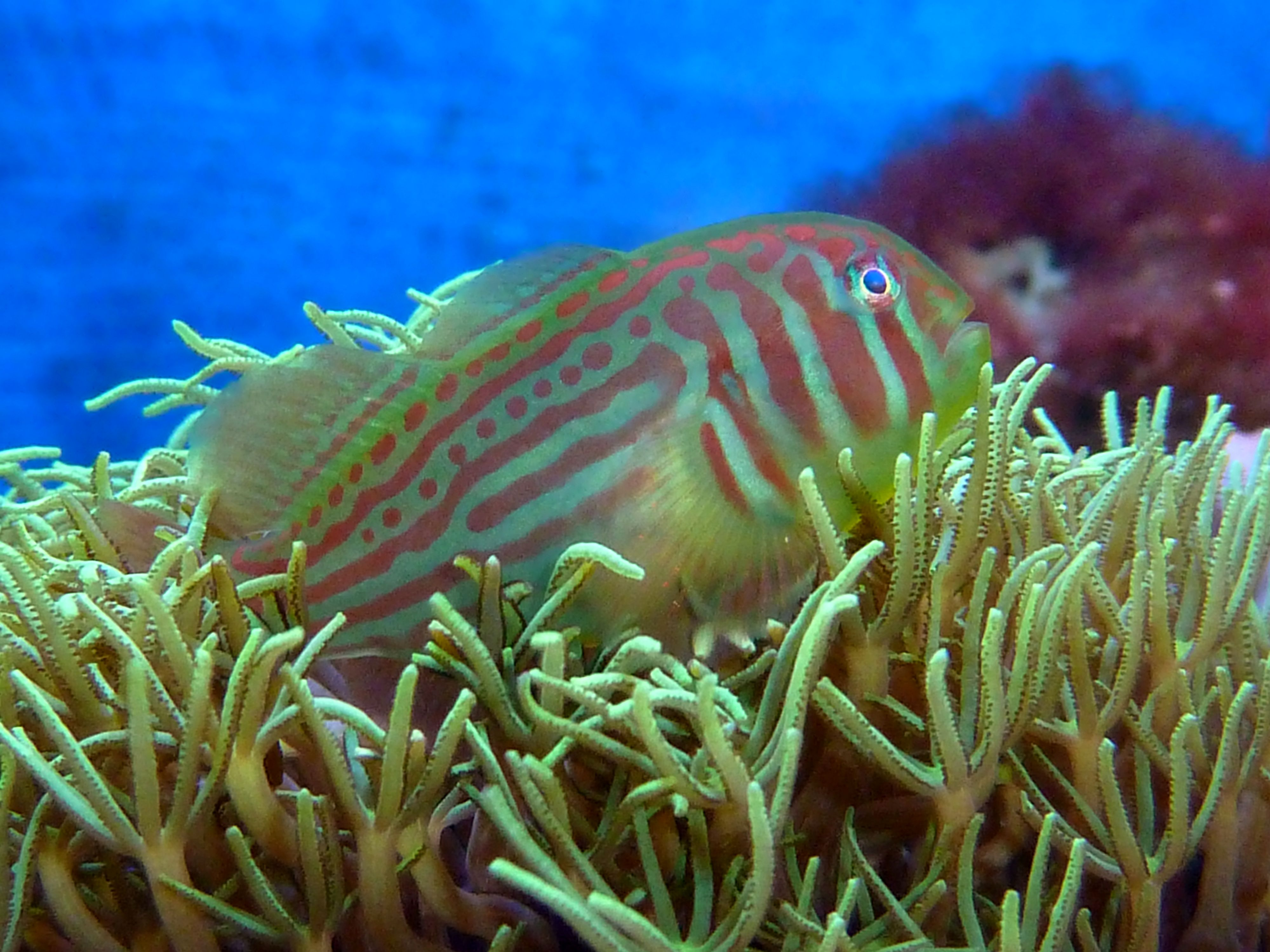
Gobiodon histrio
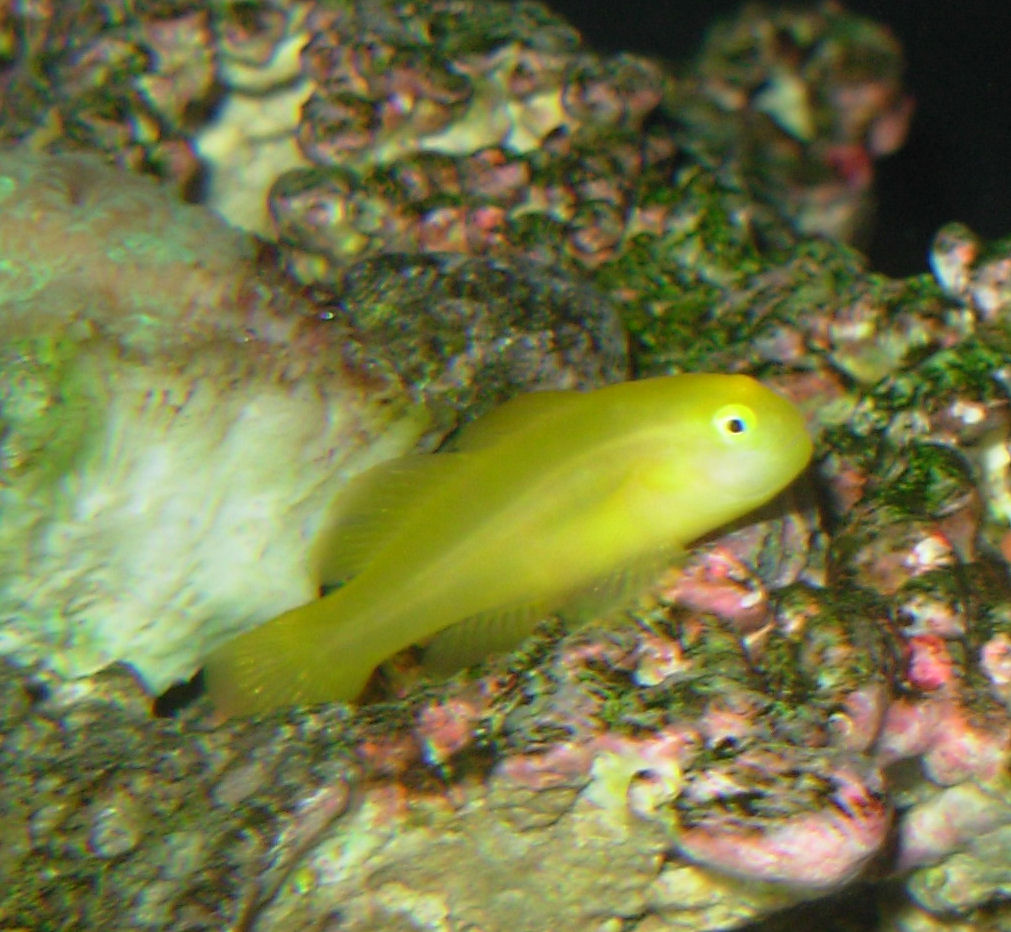
Gobiodon okinawae
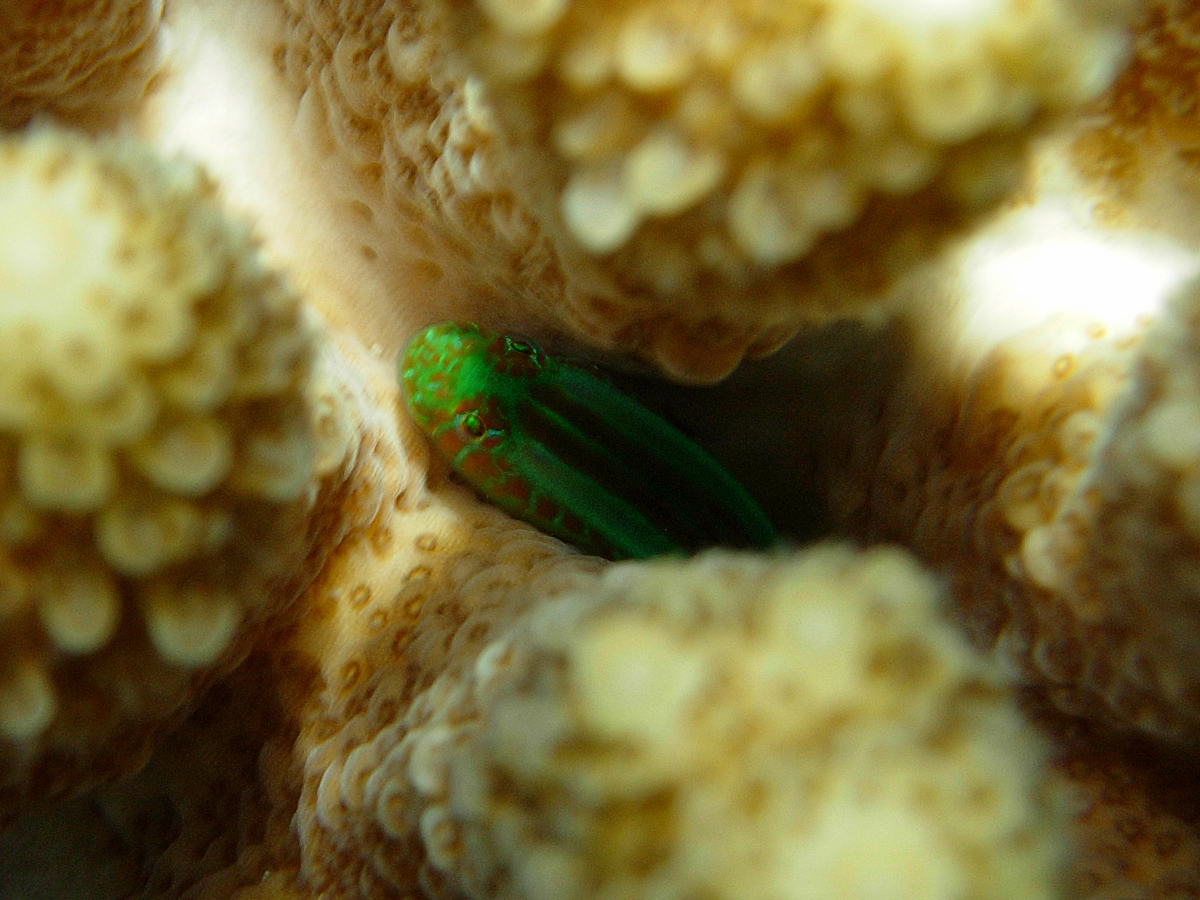
Gobiodon rivulatus